# Konstantīns Pēkšēns
Konstantīns Pēkšēns, né le 8 mars 1859 à Mazsalacas pagasts et mort le 23 juin 1928 à Bad Kissingen, est un architecte letton ayant travaillé très majoritairement à Riga. Brillant représentant de l'Art nouveau il a laissé son empreinte sur l'image architecturale de la capitale lettonne. Le musée d'Art nouveau de Riga se compte parmi ses œuvres les plus remarquables.

## Biographie
Né dans la famille de paysans en 1859, Konstantīns Pēkšēns arrive à Riga avec sa famille en 1869. Sa scolarité se déroule à l'école de R. Valls. Il suit le cursus d'ingénieur à l'École polytechnique supérieure de Riga (lv) en 1878-1879, puis, le cursus d'architecte en 1880-1885. Il est l'un des premiers à rejoindre la plus ancienne fraternité étudiante du pays Selonija. Il travaille dans le bureau de Jānis Frīdrihs Baumanis avant de s'établir à son compte en 1886. En 1895, il conçoit la halle du IVe Festival national letton des chants et de danses à Jelgava qui à cette époque est considérée comme la plus grande construction en bois en Europe. Par ailleurs, il est l'auteur de projets architecte de près de 250 immeubles d'habitation à Riga.
Les créations d'architecte en dehors de Riga ne sont pas nombreuses. On peut mentionner les maisons municipales de Ādaži et Dole, l'église de Lejasciems (1895), sa propre maison de campagne dans le quartier de Dzintari à Jūrmala et l'église de Saint Nicolas à Jelgava (1904) démolie après la Seconde Guerre mondiale.
Konstantīns Pēkšēns meurt subitement lors d'un séjour à la station thermale de Bad Kissingen. L'urne avec ses cendres est transférée au cimetière de la Forêt de Riga.

## Galerie

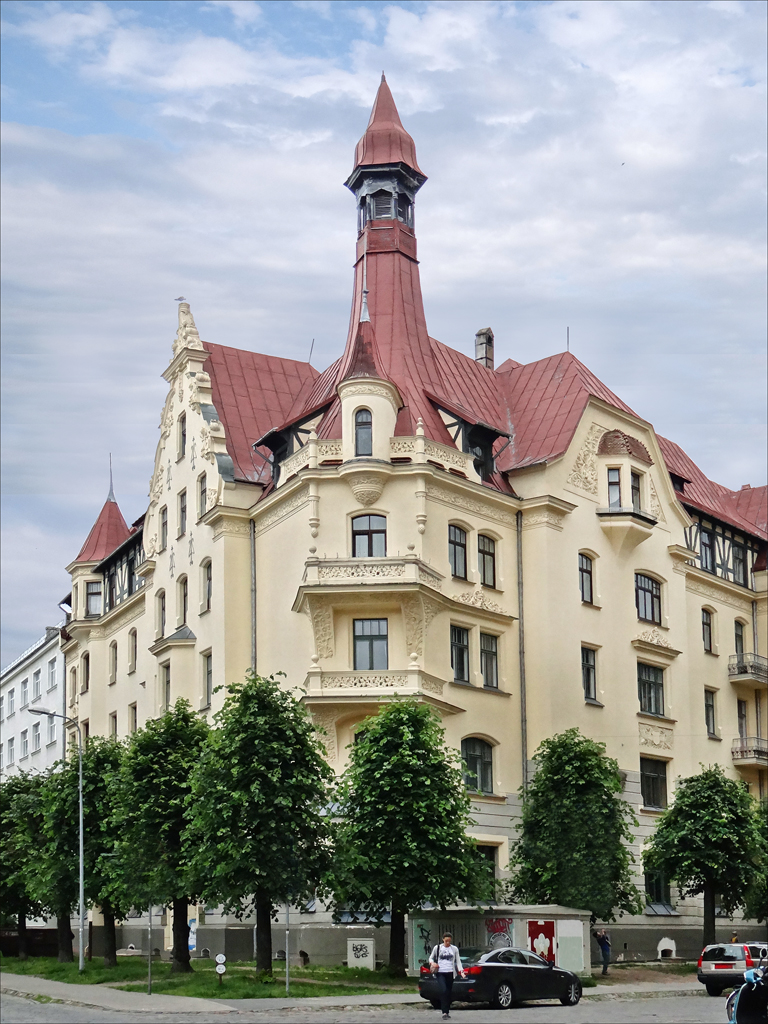
Immeuble rue Alberta à Riga, 1903
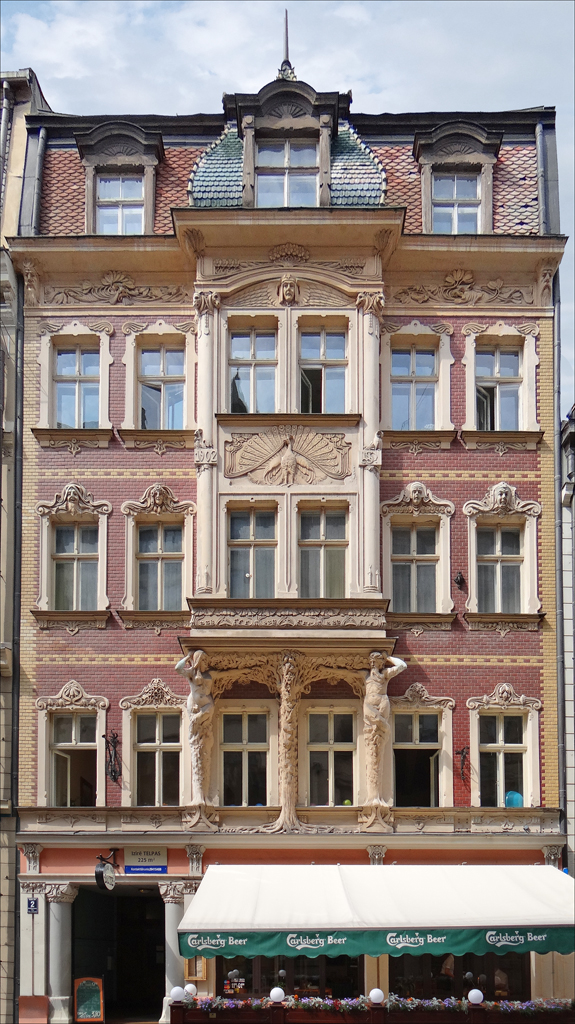
Immeuble rue Smilšu à Riga, 1902
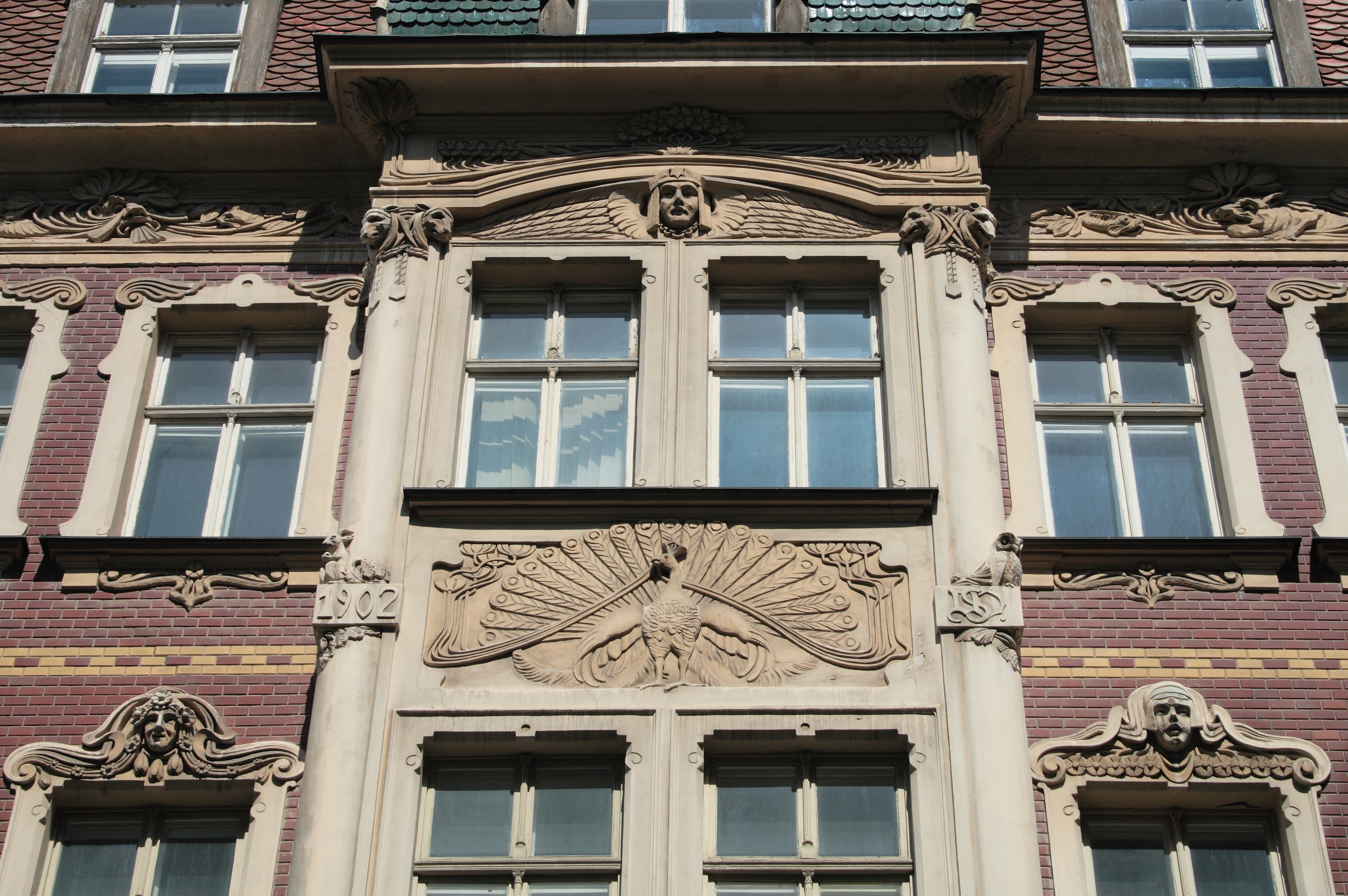
Detail du bâtiment du 2, rue Smilšu
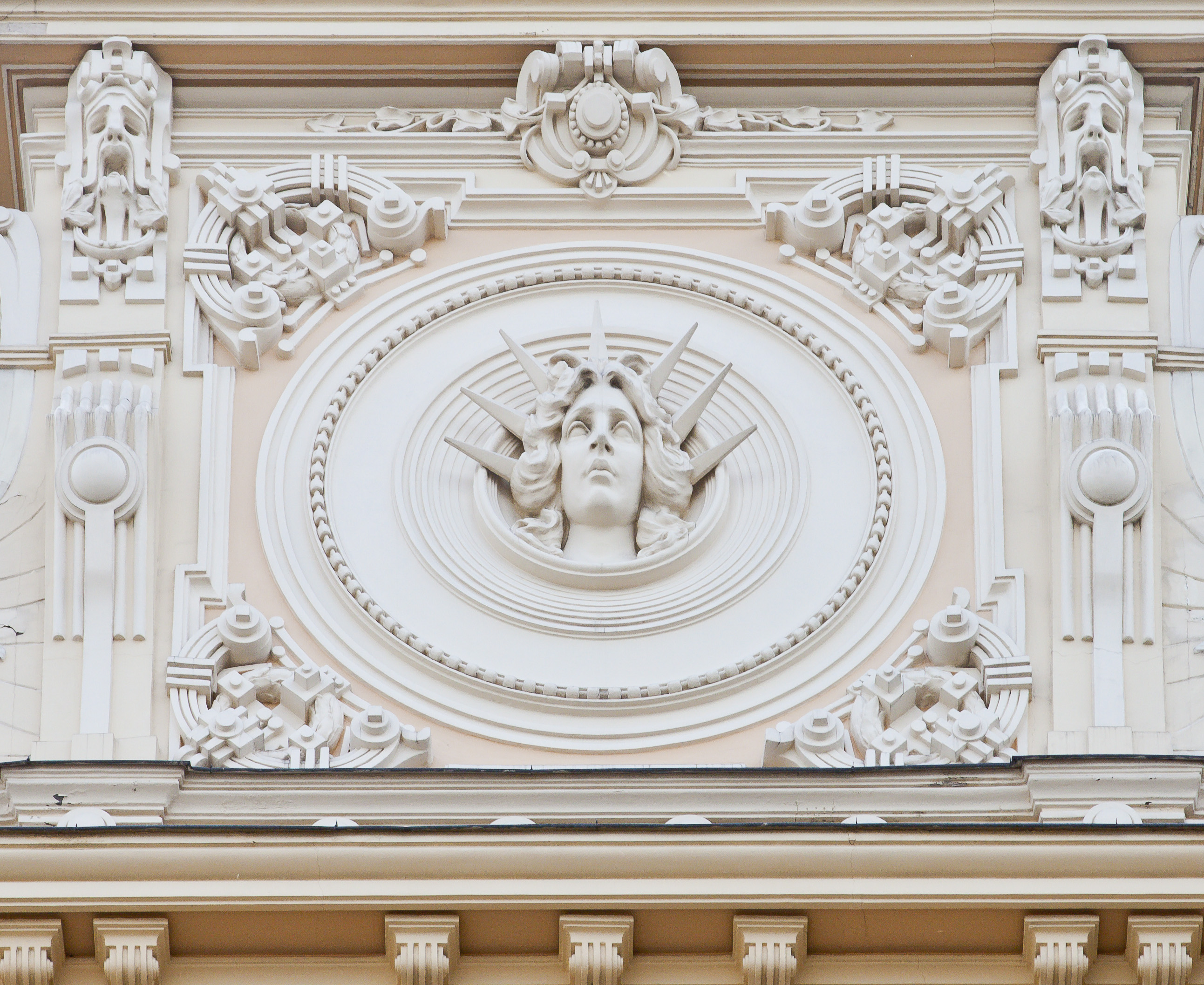
Detail du bâtiment du 6, rue Strēlnieku